# Sierra-leonische Fußballnationalmannschaft
Die sierra-leonische Fußballnationalmannschaft hat bislang – mit Ausnahme regionaler Wettbewerbe – noch keine nennenswerten sportlichen Erfolge erringen können. Da von 1991 bis 2002 in Sierra Leone ein Bürgerkrieg herrschte, war der Spielbetrieb der heimischen Liga oft unterbrochen, so dass keine professionellen Sportstrukturen entstehen konnten. Der Mannschaft ist es bisher noch nicht gelungen, sich für eine Fußball-Weltmeisterschaft zu qualifizieren.
Der heimische Fußballverband wurde 1967 gegründet. Im Gründungsjahr wurde man in die FIFA aufgenommen.
Der Spitzname des Nationalteams lautet Leone Stars, die Spieler der Jugendmannschaften werden Sierra Stars (U-17) oder Shooting Stars (U-23) genannt. Die Spielerinnen der sierra-leonischen Nationalmannschaft der Frauen heißen Sierra Queens.

## Erfolge
Zu den größten internationalen Erfolgen der sierra-leonischen Fußballnationalmannschaft gehören das 1:0 über Südafrika am 14. Juni 2008 sowie das 0:0 in Pretoria am 21. Juni 2008, beide im Rahmen der Qualifikation zur Weltmeisterschaft 2010 und der Qualifikation zur Afrikameisterschaft 2010. Am 13. November 2020 erkämpfte Sierra Leone in der Qualifikation zur Afrikameisterschaft 2022 auswärts gegen den Favoriten Nigeria nach 0:4-Rückstand noch ein 4:4-Remis.
Zudem hat die Nationalmannschaft zweimal den Amilcar Cabral-Cup gewonnen (1993 und 1995) und schloss ebendieses Turnier zweimal als Zweitplatzierter ab (1984 und 1986).
Den besten Stand in der FIFA-Weltrangliste nahm Sierra Leone mit Platz 50 im August 2014 ein, nachdem über 18 Jahre lang Platz 51 die höchste erreichte Platzierung war (Januar 1996). Die beste Veränderung mit 26 Plätzen fand zwischen Juni und Juli 2008 statt.

### Weltmeisterschaften
| - bis einschl. 1970 – nicht teilgenommen - 1974 in Deutschland – 1. Runde Qualifikation - 1978 in Argentinien – 2. Runde Qualifikation - 1982 in Spanien – 1. Runde Qualifikation - 1986 in Mexiko – 1. Runde Qualifikation | - 1990 in Italien – nicht teilgenommen - 1994 in den USA – zurückgezogen - 1998 in Frankreich – 2. Runde Qualifikation - 2002 in Südkorea und Japan – 2. Runde Qualifikation - 2006 in Deutschland – 1. Runde Qualifikation | - 2010 in Südafrika – 2. Runde Qualifikation - 2014 in Brasilien – 2. Runde Qualifikation - 2018 in Russland – 1. Runde Qualifikation - 2022 in Katar – 1. Runde Qualifikation |

### Afrikameisterschaften
| - 1957 im Sudan – nicht teilgenommen - 1959 in Ägypten – nicht teilgenommen - 1962 in Äthiopien – nicht teilgenommen - 1963 in Ghana – nicht teilgenommen - 1965 in Tunesien – nicht teilgenommen - 1968 in Äthiopien – nicht teilgenommen - 1970 im Sudan – zurückgezogen - 1972 in Kamerun – nicht qualifiziert - 1974 in Ägypten – nicht teilgenommen - 1976 in Äthiopien – nicht teilgenommen - 1978 in Ghana – nicht qualifiziert | - 1980 in Nigeria – nicht teilgenommen - 1982 in Libyen – nicht qualifiziert - 1984 in der Elfenbeinküste – nicht qualifiziert - 1986 in Ägypten – nicht teilgenommen - 1988 in Marokko – nicht qualifiziert - 1990 in Algerien – zurückgezogen - 1992 in Senegal – nicht qualifiziert - 1994 in Tunesien – Vorrunde - 1996 in Südafrika – Vorrunde - 1998 in Burkina Faso – zurückgezogen - 2000 in Ghana und Nigeria – disqualifiziert | - 2002 in Mali – nicht qualifiziert - 2004 in Tunesien – nicht qualifiziert - 2006 in Ägypten – nicht qualifiziert - 2008 in Ghana – nicht qualifiziert - 2010 in Angola – nicht qualifiziert - 2012 in Gabun/Ä.-Guinea – nicht qualifiziert - 2013 in Südafrika – nicht qualifiziert - 2015 in Äquatorialguinea – nicht qualifiziert - 2017 in Gabun – nicht qualifiziert - 2019 in Ägypten – nicht qualifiziert - 2022 in Kamerun – Vorrunde - 2024 in der Elfenbeinküste – nicht qualifiziert - 2025 in Marokko – nicht qualifiziert |

### Afrikanische Nationenmeisterschaft
- 2009: nicht teilgenommen
- 2011: nicht qualifiziert
- 2014: nicht qualifiziert
- 2016: nicht qualifiziert
- 2018: nicht qualifiziert
- 2021: ausgeschlossen
- 2023: nicht qualifiziert

### Westafrikameisterschaft
| 1982–2011       | nicht teilgenommen |
| 2013 in Ghana   | Gruppenphase       |
| 2017 in Ghana   | 1. Runde           |
| 2019 in Senegal | Viertelfinale      |
| 2021 in Nigeria | nicht ausgetragen  |

### Amílcar-Cabral-Cup
| - 1979 in Ägypten – teilgenommen - 1979 in Guinea-Bissau – teilgenommen - 1980 in Gambia – teilgenommen - 1981 in Mali – teilgenommen - 1982 in Kap Verde – teilgenommen - 1983 in Mauretanien – teilgenommen - 1984 in Sierra Leone – 2. Platz - 1985 in Gambia – teilgenommen - 1986 in Senegal – 2. Platz - 1987 in Guinea – 4. Platz - 1988 in Guinea-Bissau – 4. Platz | - 1989 in Mali – 4. Platz - 1991 in Senegal – 3. Platz - 1993 in Sierra Leone – 1. Platz - 1995 in Mauretanien – 1. Platz - 1997 in Gambia – teilgenommen - 2000 in Kap Verde – teilgenommen - 2001 in Mali – teilgenommen - 2005 in Guinea – teilgenommen - 2007 in Guinea-Bissau – teilgenommen - 2010 in Mauretanien – nicht ausgetragen |

## Trainer
- John Sherington (1996–1997)
- Baudouin Ribakare (1997–2003)
- John Sherington (2003–2006)
- Adel Amrouche (2007–2012)
- Johnny McKinstry (2013–2014)
- John Ajina Sesay (2014–2015)
- Atto Mensah (2015)
- John Sherington (2015–2017)
- John Keister (2017–2019)
- Sellas Tetteh (2019–2020)
- John Keister (2020–2023)
- Amidu Karim (seit 2023)

## Bekannte Nationalspieler
- Alphajor Mamdou Bah
- Christian Caulker
- Steven Caulker
- Kewullay Conteh
- Daniel Francis
- Albert Jarrett
- Mohamed Kallon
- Idris Kanu
- Ibrahim Kargbo
- Paul Kpaka
- Kabba Samura
- Rodney Strasser